# 날개 길이

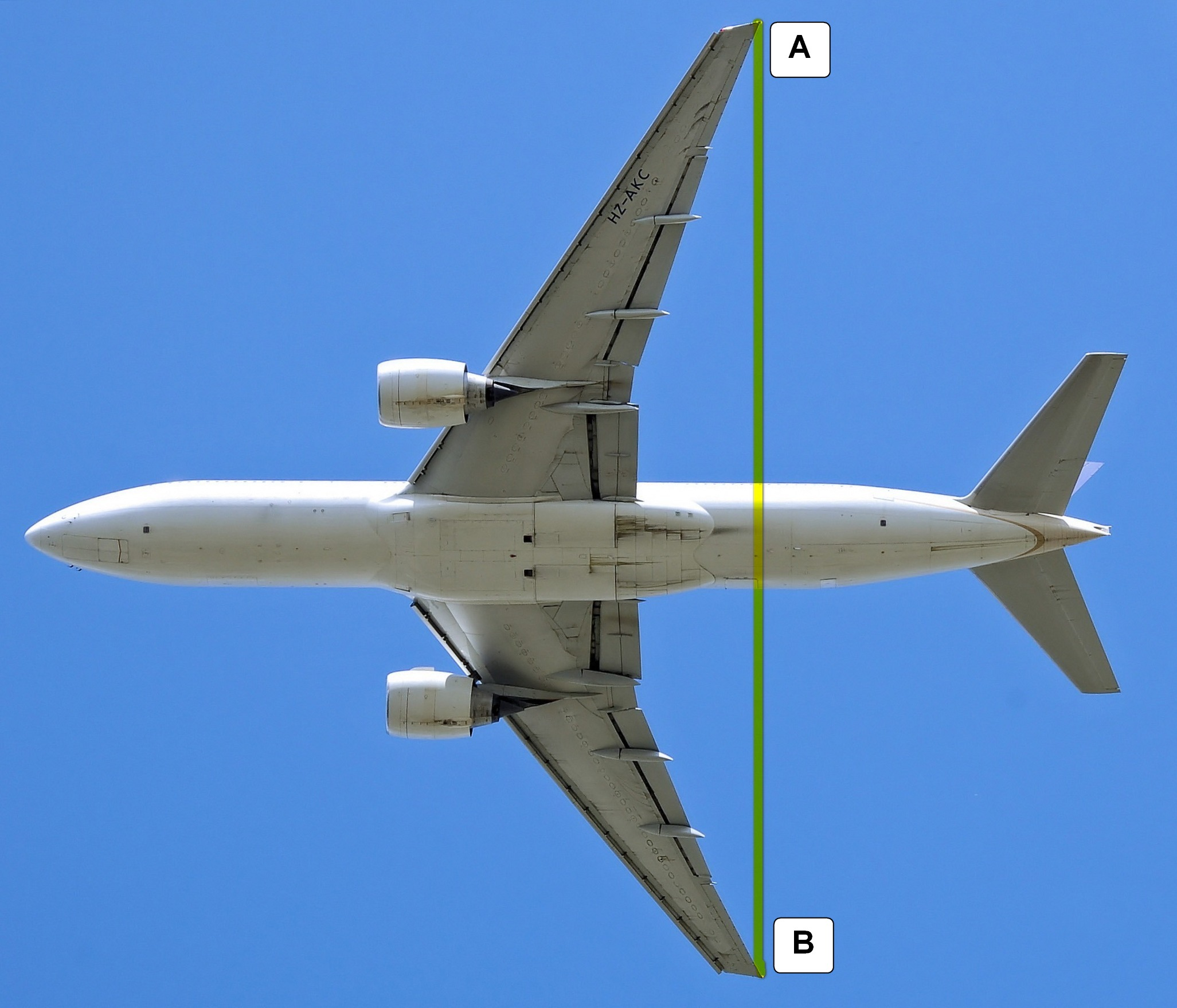
보잉 777-200ER의 A와 B까지의 날개 길이의 거리

날개 길이 또는 날개 폭, 윙스팬(wingspan) 또는 간단히 스팬(span)은 새나 비행기에서 한쪽 날개 끝에서 반대쪽 날개 끝까지의 거리이다. 예를 들어, 보잉 777-200의 날개 길이는 60.93미터(199피트 11인치)이고, 1965년에 잡힌 떠돌이 알바트로스(Diomedea exulans)의 날개 길이는 3.63미터(11피트 11인치)이다. 보다 기술적으로 날개 폭이라는 용어는 익룡, 박쥐, 곤충 등과 같은 다른 날개 달린 동물과 오르니톱터와 같은 기타 항공기에도 사용된다. 인간의 경우 날개 길이라는 용어는 어깨 높이에서 지면과 평행하게 들어올렸을 때 개인의 팔 끝(손가락 끝에서 측정)에서 다른 쪽 팔의 손가락 끝까지 사이의 길이인 팔 길이를 의미하기도 한다.